# Elecciones provinciales de Entre Ríos de 1962
Las elecciones generales de la provincia de Entre Ríos de 1962 tuvieron lugar el domingo 19 de marzo del mencionado año con el objetivo de renovar los cargos de Gobernador y Vicegobernador, los 28 escaños de la Cámara de Diputados y los 14 senadores departamentales, componiendo los poderes ejecutivo y legislativo para el período 1962-1966. Fueron los decimocuartos comicios provinciales de Entre Ríos desde la instauración del sufragio secreto en el país. Se realizaron al mismo tiempo que las elecciones legislativas a nivel nacional.
Estos comicios se realizaron en el contexto de la desproscripción parcial del peronismo, vigente desde el derrocamiento de Juan Domingo Perón en 1955, realizada por el presidente Arturo Frondizi. Frondizi permitió que se presentaran a las elecciones legislativas y de autoridades provinciales candidaturas peronistas por medio de otros nombres. En Entre Ríos hubo dos fórmulas neoperonistas, la del Partido Justicialista (PJ), encabezada por Lucio D'Agostino, y la del Partido Tres Banderas (PTB), encabezada por Héctor Domingo Maya, el primer gobernador peronista que había tenido la provincia entre 1946 y 1950. La principal oposición al peronismo, el radicalismo se había dividido en dos partidos, la Unión Cívica Radical Intransigente (UCRI), favorable a pactar con el peronismo; y la Unión Cívica Radical del Pueblo (UCRP), favorable a la proscripción. Los candidatos de la UCRI y la UCRP fueron Ricardo Martín Irigoyen y Carlos Humberto Perette respectivamente. Hubo numerosas fórmulas conservadoras y socialistas.
A pesar del derrumbe a nivel nacional del radicalismo intransigente, el candidato oficialista, Irigoyen, logró triunfar con el 32,24% de los votos contra el 27,53% de Perette. Las candidaturas peronistas, aunque habían superado el 63% en las últimas elecciones bajo el gobierno de Perón, fueron un rotundo fracaso, y Maya obtuvo tan solo el 18,92%, ubicándose en tercer lugar, mientras que D'Agostino logró el 7,79% de las preferencias, sobrepasando a Saturnino Bilbao, del conservador Partido Demócrata Unido (PDU). La participación fue del 88.64% del electorado registrado, una de las más altas de la historia electoral entrerriana.
Irigoyen no llegó a asumir la gobernación debido a que la provincia fue intervenida y los comicios anuladso por el golpe de Estado del 29 de marzo de 1962. En las elecciones que siguieron Irigoyen se volvió a presentar, pero triunfó el radicalismo del pueblo. Sin embargo, Perette no fue nuevamente candidato ya que se resultó elegido vicepresidente de la república en fórmula con Arturo Umberto Illia.

## Resultados

### Gobernador y Vicegobernador
|  | 32,24 % |

|  | 27,53 % |

|  | 18,92 % |

|  | 7,79 % |

|  | 7,05 % |

|  | 2,83 % |

|  | 2,12 % |

|  | 0,88 % |

|  | 0,56 % |

|  | 0,07 % |

|  | 98,61 % |

|  | 1,28 % |

|  | 0,11 % |

|  | 100 % |

### Cámara de Diputados
|  | 32,05 % |

|  | 27,37 % |

|  | 18,92 % |

|  | 7,77 % |

|  | 7,26 % |

|  | 2,94 % |

|  | 2,12 % |

|  | 0,88 % |

|  | 0,61 % |

|  | 0,07 % |

|  | 98,60 % |

|  | 1,28 % |

|  | 0,11 % |

|  | 100 % |

### Cámara de Senadores
|  | 32,26 % |

|  | 27,59 % |

|  | 19,07 % |

|  | 7,86 % |

|  | 7,32 % |

|  | 2,92 % |

|  | 2,01 % |

|  | 0,64 % |

|  | 0,26 % |

|  | 0,07 % |

|  | 98,59 % |

|  | 1,29 % |

|  | 0,11 % |

|  | 100 % |

#### Resultados por departamentos
| Colón 1 Senador        | Colón 1 Senador                    | Colón 1 Senador | Colón 1 Senador | Colón 1 Senador |
| Partido/Alianza        | Partido/Alianza                    | Votos           | %               | Bancas          |
| ---------------------- | ---------------------------------- | --------------- | --------------- | --------------- |
|                        | Unión Cívica Radical del Pueblo    | 7.529           | 35,23           | 1/1             |
|                        | Unión Cívica Radical Intransigente | 5.801           | 27,14           |                 |
|                        | Partido Justicialista              | 2.777           | 12,99           |                 |
|                        | Partido Demócrata Unido            | 2.377           | 11,12           |                 |
|                        | Partido Ruralista Confederado      | 1.364           | 6,38            |                 |
|                        | Partido Tres Banderas              | 785             | 3,67            |                 |
|                        | Partido Demócrata Cristiano        | 413             | 1,93            |                 |
|                        | Partido Ruralista                  | 326             | 1,53            |                 |
|                        |                                    |                 |                 |                 |
| Votos válidos          | Votos válidos                      | 21.372          |                 |                 |
| Concordia 1 Senador    |                                    |                 |                 |                 |
| Partido/Alianza        | Partido/Alianza                    | Votos           | %               | Bancas          |
|                        | Unión Cívica Radical Intransigente | 12.272          | 27,94           | 1/1             |
|                        | Unión Cívica Radical del Pueblo    | 10.339          | 23,54           |                 |
|                        | Partido Tres Banderas              | 8.655           | 19,71           |                 |
|                        | Partido Justicialista              | 7.553           | 17,20           |                 |
|                        | Partido Ruralista Confederado      | 1.634           | 3,72            |                 |
|                        | Partido Demócrata Unido            | 1.308           | 2,98            |                 |
|                        | Partido Demócrata Cristiano        | 1.090           | 2,48            |                 |
|                        | Partido Ruralista                  | 761             | 1,73            |                 |
|                        | Partido Socialista Democrático     | 298             | 0,68            |                 |
|                        | Partido Socialista Argentino       | 5               | 0,01            |                 |
|                        |                                    |                 |                 |                 |
| Votos válidos          | Votos válidos                      | 43.915          |                 |                 |
| Diamante 1 Senador     |                                    |                 |                 |                 |
| Partido/Alianza        | Partido/Alianza                    | Votos           | %               | Bancas          |
|                        | Unión Cívica Radical Intransigente | 6.528           | 34,97           | 1/1             |
|                        | Unión Cívica Radical del Pueblo    | 6.313           | 33,81           |                 |
|                        | Partido Tres Banderas              | 3.100           | 16,60           |                 |
|                        | Partido Justicialista              | 1.906           | 10,21           |                 |
|                        | Partido Demócrata Cristiano        | 609             | 3,26            |                 |
|                        | Partido Demócrata Unido            | 214             | 1,15            |                 |
|                        |                                    |                 |                 |                 |
| Votos válidos          | Votos válidos                      | 18.670          |                 |                 |
| Federación 1 Senador   |                                    |                 |                 |                 |
| Partido/Alianza        | Partido/Alianza                    | Votos           | %               | Bancas          |
|                        | Unión Cívica Radical del Pueblo    | 4.728           | 29,75           | 1/1             |
|                        | Unión Cívica Radical Intransigente | 4.398           | 27,67           |                 |
|                        | Partido Justicialista              | 2.204           | 13,87           |                 |
|                        | Partido Ruralista Confederado      | 2.123           | 13,36           |                 |
|                        | Partido Tres Banderas              | 944             | 5,94            |                 |
|                        | Partido Demócrata Unido            | 936             | 5,89            |                 |
|                        | Partido Demócrata Cristiano        | 372             | 2,34            |                 |
|                        | Partido Ruralista                  | 187             | 1,18            |                 |
|                        |                                    |                 |                 |                 |
| Votos válidos          | Votos válidos                      | 15.892          |                 |                 |
| Feliciano 1 Senador    |                                    |                 |                 |                 |
| Partido/Alianza        | Partido/Alianza                    | Votos           | %               | Bancas          |
|                        | Unión Cívica Radical Intransigente | 2.149           | 41,49           | 1/1             |
|                        | Partido Demócrata Unido            | 1.237           | 23,88           |                 |
|                        | Partido Tres Banderas              | 953             | 18,40           |                 |
|                        | Unión Cívica Radical del Pueblo    | 528             | 10,20           |                 |
|                        | Partido Justicialista              | 221             | 4,27            |                 |
|                        | Partido Demócrata Cristiano        | 55              | 1,06            |                 |
|                        | Partido Ruralista                  | 36              | 0,70            |                 |
|                        |                                    |                 |                 |                 |
| Votos válidos          | Votos válidos                      | 5.179           |                 |                 |
| Gualeguay 1 Senador    |                                    |                 |                 |                 |
| Partido/Alianza        | Partido/Alianza                    | Votos           | %               | Bancas          |
|                        | Unión Cívica Radical Intransigente | 6.261           | 33,32           | 1/1             |
|                        | Partido Tres Banderas              | 4.712           | 25,07           |                 |
|                        | Partido Demócrata Unido            | 3.746           | 19,93           |                 |
|                        | Unión Cívica Radical del Pueblo    | 3.387           | 18,02           |                 |
|                        | Partido Demócrata Cristiano        | 470             | 2,50            |                 |
|                        | Partido Justicialista              | 216             | 1,15            |                 |
|                        |                                    |                 |                 |                 |
| Votos válidos          | Votos válidos                      | 18.792          |                 |                 |
| Gualeguaychú 1 Senador |                                    |                 |                 |                 |
| Partido/Alianza        | Partido/Alianza                    | Votos           | %               | Bancas          |
|                        | Unión Cívica Radical Intransigente | 13.117          | 34,66           | 1/1             |
|                        | Partido Tres Banderas              | 11.755          | 31,06           |                 |
|                        | Unión Cívica Radical del Pueblo    | 8.004           | 21,15           |                 |
|                        | Partido Demócrata Unido            | 3.604           | 9,52            |                 |
|                        | Partido Demócrata Cristiano        | 1.151           | 3,04            |                 |
|                        | Partido Justicialista              | 214             | 0,57            |                 |
|                        | Partido Socialista Argentino       | 2               | 0,01            |                 |
|                        |                                    |                 |                 |                 |
| Votos válidos          | Votos válidos                      | 37.847          |                 |                 |
| La Paz 1 Senador       |                                    |                 |                 |                 |
| Partido/Alianza        | Partido/Alianza                    | Votos           | %               | Bancas          |
|                        | Unión Cívica Radical Intransigente | 6.968           | 27,85           | 1/1             |
|                        | Unión Cívica Radical del Pueblo    | 6.928           | 27,69           |                 |
|                        | Partido Justicialista              | 4.903           | 19,59           |                 |
|                        | Partido Demócrata Unido            | 3.266           | 13,05           |                 |
|                        | Partido Tres Banderas              | 1.570           | 6,27            |                 |
|                        | Partido Demócrata Cristiano        | 627             | 2,51            |                 |
|                        | Partido Ruralista Confederado      | 382             | 1,53            |                 |
|                        | Partido Ruralista                  | 380             | 1,52            |                 |
|                        |                                    |                 |                 |                 |
| Votos válidos          | Votos válidos                      | 25.024          |                 |                 |
| Nogoyá 1 Senador       |                                    |                 |                 |                 |
| Partido/Alianza        | Partido/Alianza                    | Votos           | %               | Bancas          |
|                        | Unión Cívica Radical Intransigente | 5.957           | 31,58           | 1/1             |
|                        | Unión Cívica Radical del Pueblo    | 5.068           | 26,87           |                 |
|                        | Partido Justicialista              | 3.689           | 19,56           |                 |
|                        | Partido Demócrata Unido            | 1.931           | 10,24           |                 |
|                        | Partido Tres Banderas              | 1.557           | 8,25            |                 |
|                        | Partido Demócrata Cristiano        | 661             | 3,50            |                 |
|                        |                                    |                 |                 |                 |
| Votos válidos          | Votos válidos                      | 18.863          |                 |                 |
| Paraná 1 Senador       |                                    |                 |                 |                 |
| Partido/Alianza        | Partido/Alianza                    | Votos           | %               | Bancas          |
|                        | Unión Cívica Radical Intransigente | 32.101          | 36,23           | 1/1             |
|                        | Unión Cívica Radical del Pueblo    | 28.528          | 32,19           |                 |
|                        | Partido Tres Banderas              | 17.446          | 19,69           |                 |
|                        | Partido Demócrata Cristiano        | 3.588           | 4,05            |                 |
|                        | Partido Justicialista              | 3.554           | 4,01            |                 |
|                        | Partido Demócrata Unido            | 2.485           | 2,80            |                 |
|                        | Partido Socialista Democrático     | 669             | 0,75            |                 |
|                        | Partido Ruralista Confederado      | 235             | 0,27            |                 |
|                        | Partido Socialista Argentino       | 8               | 0,01            |                 |
|                        |                                    |                 |                 |                 |
| Votos válidos          | Votos válidos                      | 88.614          |                 |                 |
| Tala 1 Senador         |                                    |                 |                 |                 |
| Partido/Alianza        | Partido/Alianza                    | Votos           | %               | Bancas          |
|                        | Unión Cívica Radical Intransigente | 4.142           | 32,57           | 1/1             |
|                        | Partido Tres Banderas              | 4.102           | 32,25           |                 |
|                        | Unión Cívica Radical del Pueblo    | 3.071           | 24,15           |                 |
|                        | Partido Demócrata Unido            | 947             | 7,45            |                 |
|                        | Partido Demócrata Cristiano        | 332             | 2,61            |                 |
|                        | Partido Ruralista Confederado      | 117             | 0,92            |                 |
|                        | Partido Justicialista              | 7               | 0,06            |                 |
|                        |                                    |                 |                 |                 |
| Votos válidos          | Votos válidos                      | 12.718          |                 |                 |
| Uruguay 1 Senador      |                                    |                 |                 |                 |
| Partido/Alianza        | Partido/Alianza                    | Votos           | %               | Bancas          |
|                        | Partido Tres Banderas              | 10.852          | 30,13           | 1/1             |
|                        | Unión Cívica Radical Intransigente | 10.257          | 28,48           |                 |
|                        | Unión Cívica Radical del Pueblo    | 8.931           | 24,80           |                 |
|                        | Partido Justicialista              | 1.669           | 4,63            |                 |
|                        | Partido Demócrata Unido            | 1.409           | 3,91            |                 |
|                        | Partido Demócrata Cristiano        | 1.061           | 2,95            |                 |
|                        | Partido Ruralista Confederado      | 853             | 2,37            |                 |
|                        | Partido Ruralista                  | 725             | 2,01            |                 |
|                        | Partido Socialista Argentino       | 262             | 0,73            |                 |
|                        |                                    |                 |                 |                 |
| Votos válidos          | Votos válidos                      | 36.019          |                 |                 |
| Victoria 1 Senador     |                                    |                 |                 |                 |
| Partido/Alianza        | Partido/Alianza                    | Votos           | %               | Bancas          |
|                        | Unión Cívica Radical del Pueblo    | 5.042           | 31,65           | 1/1             |
|                        | Unión Cívica Radical Intransigente | 4.842           | 30,39           |                 |
|                        | Partido Demócrata Unido            | 2.787           | 17,49           |                 |
|                        | Partido Tres Banderas              | 2.780           | 17,45           |                 |
|                        | Partido Demócrata Cristiano        | 365             | 2,29            |                 |
|                        | Partido Justicialista              | 115             | 0,72            |                 |
|                        |                                    |                 |                 |                 |
| Votos válidos          | Votos válidos                      | 15.931          |                 |                 |
| Villaguay 1 Senador    |                                    |                 |                 |                 |
| Partido/Alianza        | Partido/Alianza                    | Votos           | %               | Bancas          |
|                        | Unión Cívica Radical Intransigente | 7.433           | 37,03           | 1/1             |
|                        | Unión Cívica Radical del Pueblo    | 6.145           | 30,61           |                 |
|                        | Partido Tres Banderas              | 3.065           | 15,27           |                 |
|                        | Partido Demócrata Unido            | 1.487           | 7,41            |                 |
|                        | Partido Ruralista Confederado      | 917             | 4,57            |                 |
|                        | Partido Justicialista              | 770             | 3,84            |                 |
|                        | Partido Demócrata Cristiano        | 257             | 1,28            |                 |
|                        |                                    |                 |                 |                 |
| Votos válidos          | Votos válidos                      | 20.074          |                 |                 |